# La Genétouze (Charente-Maritime)
Ne pas confondre avec La Genétouze, commune de la Vendée.
Cet article possède un paronyme, voir La Geneytouse.
La Genêtouze est une commune du Sud-Ouest de la France située dans le département de la Charente-Maritime (région Nouvelle-Aquitaine).
Ses habitants sont appelés les Genêtouziens et les Genétouziennes.

## Géographie

### Communes limitrophes
| Sauvignac (Charente) | Yviers (Charente) | Rioux-Martin (Charente) |
| Le Fouilloux         | La Genétouze      | Médillac (Charente)     |
|                      | Boscamnant        | Saint-Aigulin           |

## Urbanisme

### Typologie
Au 1er janvier 2024, La Genétouze est catégorisée commune rurale à habitat très dispersé, selon la nouvelle grille communale de densité à 7 niveaux définie par l'Insee en 2022.
Elle est située hors unité urbaine et hors attraction des villes,.

### Occupation des sols
L'occupation des sols de la commune, telle qu'elle ressort de la base de données européenne d’occupation biophysique des sols Corine Land Cover (CLC), est marquée par l'importance des forêts et milieux semi-naturels (63,7 % en 2018), une proportion sensiblement équivalente à celle de 1990 (64,3 %). La répartition détaillée en 2018 est la suivante : 
forêts (63,5 %), zones agricoles hétérogènes (26,6 %), prairies (6,3 %), espaces verts artificialisés, non agricoles (2 %), terres arables (1,3 %), milieux à végétation arbustive et/ou herbacée (0,3 %). L'évolution de l’occupation des sols de la commune et de ses infrastructures peut être observée sur les différentes représentations cartographiques du territoire : la carte de Cassini (XVIIIe siècle), la carte d'état-major (1820-1866) et les cartes ou photos aériennes de l'IGN pour la période actuelle (1950 à aujourd'hui).

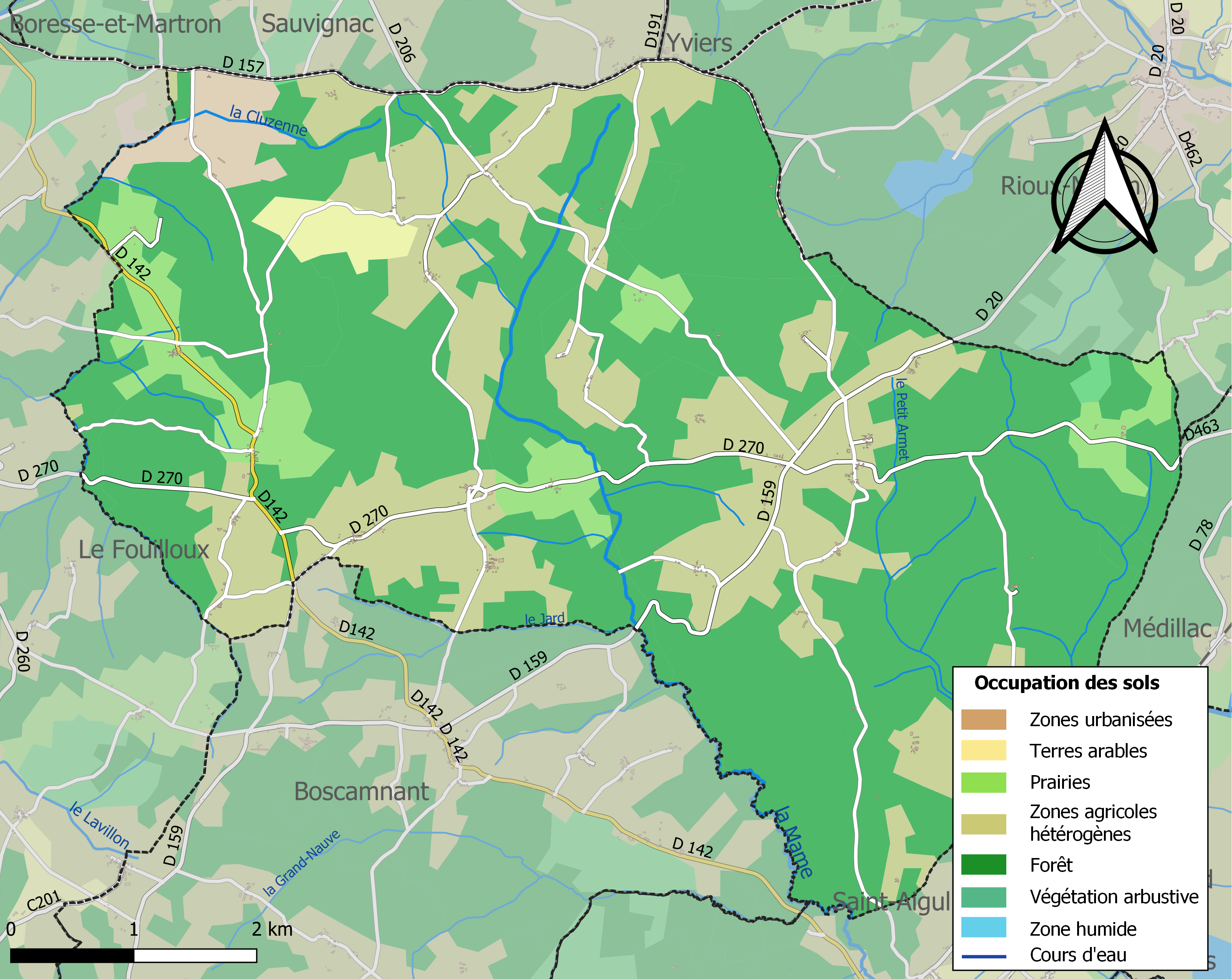
Carte des infrastructures et de l'occupation des sols de la commune en 2018 (CLC).

### Risques majeurs
Le territoire de la commune de La Genétouze est vulnérable à différents aléas naturels : météorologiques (tempête, orage, neige, grand froid, canicule ou sécheresse), inondations, feux de forêts, mouvements de terrains et séisme (sismicité faible). Il est également exposé à un risque technologique,  le transport de matières dangereuses. Un site publié par le BRGM permet d'évaluer simplement et rapidement les risques d'un bien localisé soit par son adresse soit par le numéro de sa parcelle.

#### Risques naturels
Certaines parties du territoire communal sont susceptibles d’être affectées par le risque d’inondation par débordement de cours d'eau, notamment la Mame. La commune a été reconnue en état de catastrophe naturelle au titre des dommages causés par les inondations et coulées de boue survenues en 1982, 1999 et 2010,.
La Genétouze est exposée au risque de feu de forêt du fait de la présence sur son territoire du massif de la Double saintongeaise, un massif classé à risque dans le plan départemental de protection des forêts contre les incendies (PDPFCI), élaboré pour la période 2017-2026 et qui fait suite à un plan 2007-2016. Les mesures individuelles de prévention contre les incendies sont précisées par divers arrêtés préfectoraux et s’appliquent dans les zones exposées aux incendies de forêt et à moins de 200 mètres de celles-ci. L’article L.131-1 du code forestier et l’arrêté du 2 décembre 2020 règlementent l'emploi du feu en interdisant notamment d’apporter du feu, de fumer et de jeter des mégots de cigarette dans les espaces sensibles et sur les voies qui les traversent sous peine de sanctions. Un autre arrêté du 2 décembre 2020 rend le débroussaillement obligatoire, incombant au propriétaire ou ayant droit,,,.

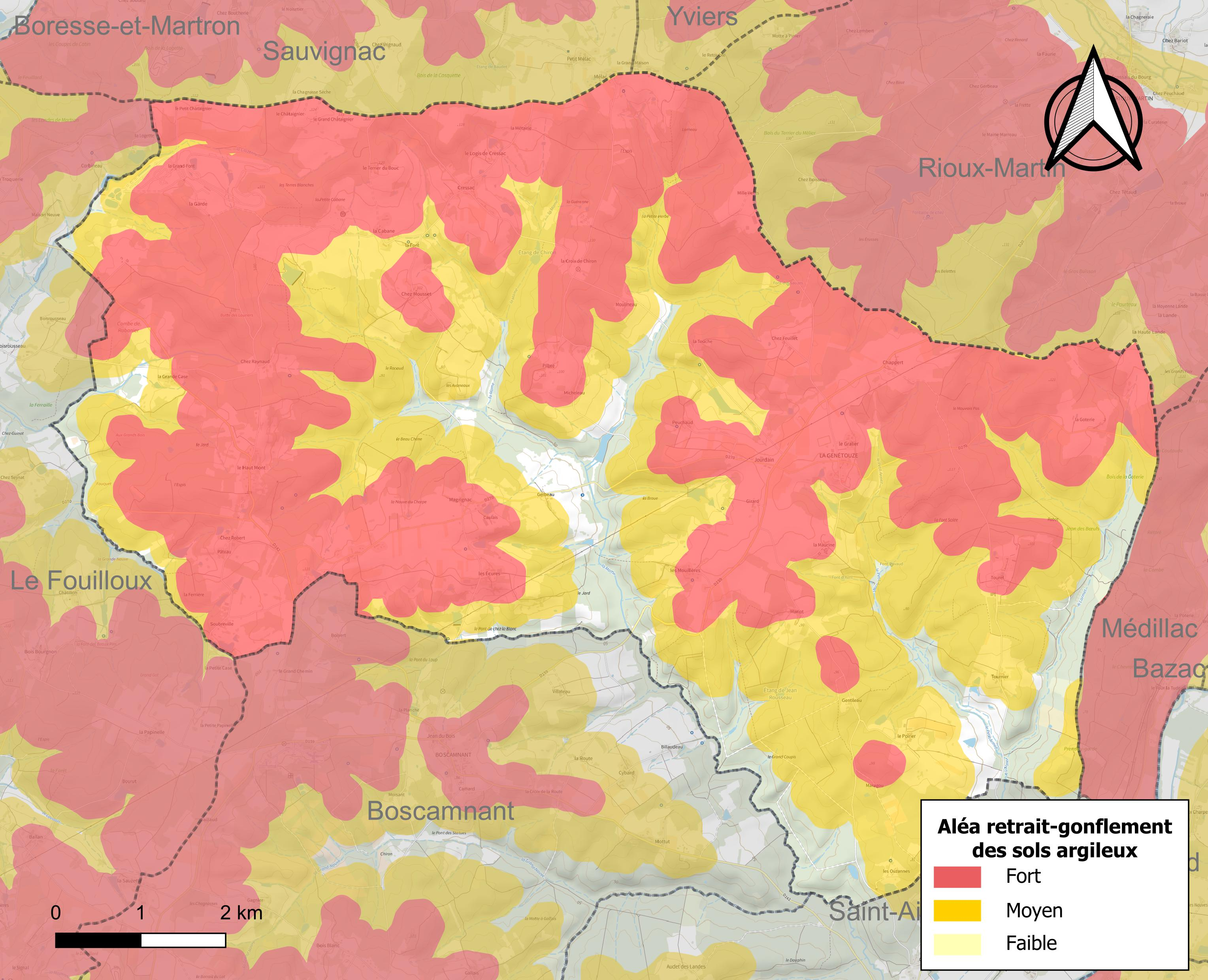
Carte des zones d'aléa retrait-gonflement des sols argileux de La Genétouze.

Les mouvements de terrains susceptibles de se produire sur la commune sont des tassements différentiels.
Le retrait-gonflement des sols argileux est susceptible d'engendrer des dommages importants aux bâtiments en cas d’alternance de périodes de sécheresse et de pluie. 89 % de la superficie communale est en aléa moyen ou fort (54,2 % au niveau départemental et 48,5 % au niveau national). Sur les 170 bâtiments dénombrés sur la commune en 2019,  169 sont en aléa moyen ou fort, soit 99 %, à comparer aux 57 % au niveau départemental et 54 % au niveau national. Une cartographie de l'exposition du territoire national au retrait gonflement des sols argileux est disponible sur le site du BRGM,.
Par ailleurs, afin de mieux appréhender le risque d’affaissement de terrain, l'inventaire national des cavités souterraines permet de localiser celles situées sur la commune.
Concernant les mouvements de terrains, la commune a été reconnue en état de catastrophe naturelle au titre des dommages causés par la sécheresse en 2003 et 2005 et par des mouvements de terrain en 1999 et 2010.

#### Risques technologiques
Le risque de transport de matières dangereuses sur la commune est lié à sa traversée par une ou des infrastructures routières ou ferroviaires importantes ou la présence d'une canalisation de transport d'hydrocarbures. Un accident se produisant sur de telles infrastructures est susceptible d’avoir des effets graves sur les biens, les personnes ou l'environnement, selon la nature du matériau transporté. Des dispositions d’urbanisme peuvent être préconisées en conséquence.

### Hydrographie
- Le principal ruisseau tranversant la commune est la Mame (ruisseau)

## Toponymie
Le nom de la commune proviendrait du latin genista (« genêt » en français) et du suffixe -osa marquant l’abondance.

## Histoire
En 1795, les communes de Cressac et du Haut Mont ont été absorbées par La Genétouze et en sont maintenant des hameaux constitutifs.
Cette commune forestière a la particularité d'être la commune la moins densément peuplée de la Charente-Maritime, ayant seulement 6 hab./km2 en 2007.

## Administration

### Liste des maires
| Période                                  | Période  | Identité         | Étiquette | Qualité           |
| ---------------------------------------- | -------- | ---------------- | --------- | ----------------- |
| Les données manquantes sont à compléter. |          |                  |           |                   |
| avant 1995                               | ?        | Pierre Platon    |           |                   |
| 2001                                     | 2014     | Bernard Boisseau |           |                   |
| 2014                                     | En cours | Michel Marty     |           | Chef d'entreprise |

## Démographie

### Évolution démographique
L'évolution du nombre d'habitants est connue à travers les recensements de la population effectués dans la commune depuis 1793. Pour les communes de moins de 10 000 habitants, une enquête de recensement portant sur toute la population est réalisée tous les cinq ans, les populations de référence des années intermédiaires étant quant à elles estimées par interpolation ou extrapolation. Pour la commune, le premier recensement exhaustif entrant dans le cadre du nouveau dispositif a été réalisé en 2006.

En 2022, la commune comptait 220 habitants, en évolution de −4,76 % par rapport à 2016 (Charente-Maritime : +4,04 %, France hors Mayotte : +2,11 %).
| 1793 | 1800 | 1806 | 1821 | 1831 | 1836 | 1841 | 1846 | 1851 |
| ---- | ---- | ---- | ---- | ---- | ---- | ---- | ---- | ---- |
| 287  | 544  | 557  | 569  | 595  | 724  | 751  | 711  | 715  |

| 1856 | 1861 | 1866 | 1872 | 1876 | 1881 | 1886 | 1891 | 1896 |
| ---- | ---- | ---- | ---- | ---- | ---- | ---- | ---- | ---- |
| 713  | 716  | 711  | 676  | 677  | 742  | 763  | 697  | 648  |

| 1901 | 1906 | 1911 | 1921 | 1926 | 1931 | 1936 | 1946 | 1954 |
| ---- | ---- | ---- | ---- | ---- | ---- | ---- | ---- | ---- |
| 654  | 625  | 621  | 543  | 525  | 492  | 464  | 474  | 505  |

| 1962 | 1968 | 1975 | 1982 | 1990 | 1999 | 2006 | 2011 | 2016 |
| ---- | ---- | ---- | ---- | ---- | ---- | ---- | ---- | ---- |
| 436  | 379  | 327  | 305  | 268  | 259  | 216  | 211  | 231  |

| 2021 | 2022 | - | - | - | - | - | - | - |
| ---- | ---- | - | - | - | - | - | - | - |
| 225  | 220  | - | - | - | - | - | - | - |

## Lieux et monuments

### Patrimoine religieux

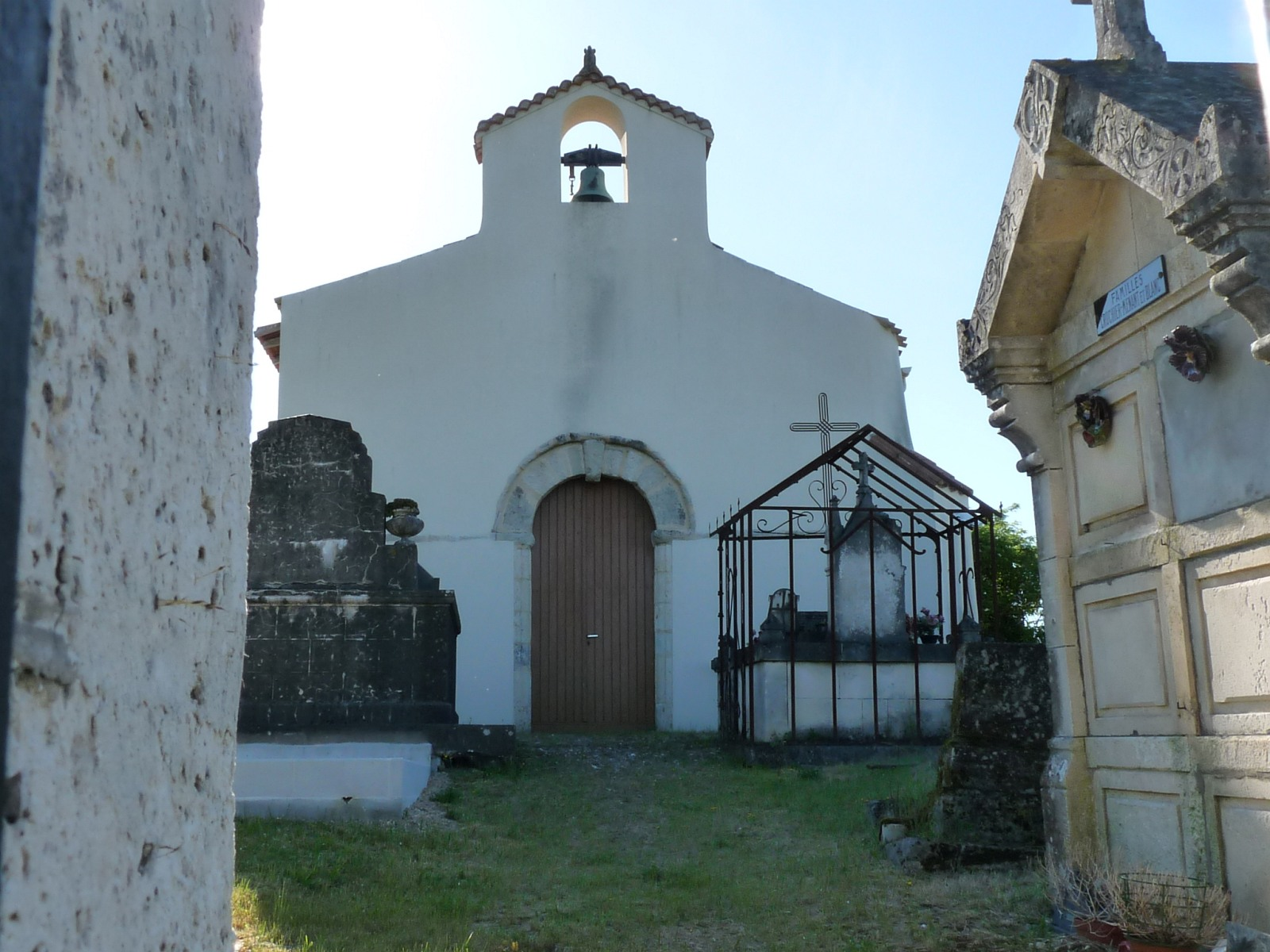
La chapelle de Cressac.

- L'église Saint-Antoine, dans le bourg, est équipée d'une cloche en bronze du XVe siècle ornée d'un Christ en croix et d'une Vierge à l'Enfant. L'église date des XIIe et XVe siècles et est inscrite monument historique depuis 2000[22]. Sa cloche gravée « MATAM SANCTAM SEPONTANEAM HONORAM DEO ET FRATRIAE LIBERAE » est classée monument historique au titre objet depuis 1908[23].
- La  chapelle Saint-Léonard au lieu-dit Cressac abrite une cloche en bronze datant de 1520 et gravée « VOX ONI SONAT SANCTE LEONARDI MCXX CRESSAC EN LANDE TE DEUM LAUDAMUS ». Elle est classée monument historique au titre objet depuis 1922[24].

### Patrimoine civil
Le circuit de Haute Saintonge est circuit automobile conçu dans un esprit de développement durable et inauguré le 15 juin 2009. Il a été pensé et souhaité par Jean-Pierre Beltoise "pour l’éducation de tous à la « bonne conduite citoyenne» et pour « vivre » les loisirs mécaniques avec une approche moderne en phase avec les objectifs du Développement Durable".

## Personnalités liées à la commune
- Lanza del Vasto fonda sa première Communauté de l'Arche en Saintonge, au  Tournier, à La Genétouze. Cette 1ère expérience, de vie communautaire ne durera que quatre ans.
- Erwan-David Shane, écrivain français ayant vécu et grandi au lieu-dit Cressac dans la commune de la Genétouze. Aujourd'hui, il est propriétaire à Chalais et vit à Paris[26],[27].